# LOL - Pazza del mio migliore amico
LOL - Pazza del mio migliore amico è un film del 2012 diretto da Lisa Azuelos.
È il remake del film LOL - Il tempo dell'amore, uscito nelle sale cinematografiche nel 17 agosto 2008 e diretto sempre da Lisa Azuelos.

## Trama
Ormai diciassettenne, all'inizio dell'anno scolastico, Lola viene lasciata dal suo ragazzo, che la offende e la insulta continuamente in modo pesante e le rende la vita un inferno. La consola il suo migliore amico Kyle, che ha con la ragazza un legame di amicizia molto forte. Ma di lui si è invaghita Ashley. Emily, la migliore amica di Lola, copula nel bagno dei maschi con un ragazzo e, avendo la stessa borsa di Ashley, Lola la scambia per lei e per colpa del malinteso lei e Kyle litigano, visto che Lola si era innamorata di lui nel frattempo.
Intanto il padre di Kyle punisce il figlio rompendogli la chitarra (Kyle ha una passione per la musica e gareggia con altre band in una gara) e sequestrandogli computer e cellulare. L'unico mezzo rimasto per parlare con Lola sono gli amici. Solo dopo che Emily si accorge che Lola sta davvero male le dice che era lei ad amoreggiare nel bagno e non Ashley e Kyle, ma non le rivela il nome del ragazzo con cui era. Allora Lola, pentita di essersi arrabbiata con Kyle, gli lascia molti SMS, ma lui non può rispondere e quindi la ragazza si arrabbia. Kyle poi le spiega tutto e i due si fidanzano. Alla gita a Parigi Emily si confessa con Lola abbattendo il muro che si era creato tra le amiche. A fine gita la madre di Lola, cercando il suo maglione, trova il diario segreto di Lola, scoprendo che il suo ex la insultava pesantemente e che fuma marijuana. Dopo un po', in preda alla rabbia, dice alla figlia del diario. Conseguentemente Lola va da suo padre arrabbiata per il fatto che la madre abbia letto il suo diario, ma ritorna subito in quanto senza sua madre sta male e quest'ultima si pente di averle letto il diario.
Lola e Kyle si fidanzano ufficialmente mentre Emily perde l'interesse che aveva nei confronti di un professore giovane ed affascinante e si interessa al ragazzo con cui si era baciata nei bagni e l'ex di Lola, Chad, si mette con Ashley, diventata ormai amica della protagonista. Lola capisce inoltre di somigliare a sua madre caratterialmente. Sua madre nel frattempo decide di divorziare e trova un altro uomo.

## Produzione
Le riprese sono iniziate il 16 luglio 2010 a Dearborn, Michigan. LOL è stato girato principalmente nella Grosse Pointe South High School della città di Grosse Pointe, un sobborgo a nord est di Detroit, Michigan. Alcune scene sono state girate anche a Chicago, Illinois. Nel settembre 2010 la produzione si è spostata a Parigi. La fase di post-produzione è iniziata il 14 settembre 2010 ed è terminata il 1º novembre 2011.

## Colonna sonora
1. "Everybody" – Ingrid Michaelson
2. "Heart on fire" – Jonathan Clay
3. "You Can't Always Get What You Want" – The Rolling Stones
4. "Somewhere Only We Know" – Keane
5. "Houdini" – Foster the People
6. "The Big Bang" – Rock Mafia
7. "Microphone" – Coconut Records
8. "Location" – Freelance Whales
9. "Cul et chemise" – BB Brunes
10. "Everybody's Got to Learn Sometime" – Jean-Phillipe Verdin
11. "Birds" – The Submarines

## Promozione
Il trailer italiano del film è stato diffuso online il 4 luglio 2012.

## Distribuzione
Il film è stato distribuito nelle sale cinematografiche statunitensi il 4 maggio 2012 ottenendo la distribuzione in poco più di 100 sale, mentre in Italia è arrivato il 17 agosto, distribuito da Moviemax.

### Accoglienza
Il film ha ricevuto critiche negative da parte di molti critici cinematografici. Il film a livello mondiale ha incassato $18.279.948.

### Nomination
| Premio                   | Categoria                     | Ricevente   | Risultato   |
| ------------------------ | ----------------------------- | ----------- | ----------- |
| 2012 Teen Choice Awards  | Choice Movie Actress: Romance | Miley Cyrus | Candidato/a |
| 2012 Do Something Awards | Movie Star: Female            | Miley Cyrus | Candidato/a |